# بالوشتشي
بالوشتشي هي قرية في البوسنة والهرسك. وهي تقع على أراضي مدينة بيهاتش التابعة لكانتون يونا-سانا في اتحاد البوسنة والهرسك. طبقا لنتائج تعداد البوسنة عام 2013 فقد كان عدد سكانها 25 نسمة.
قبل حرب البوسنة والهرسك كانت القرية جزءا من بلدية درفار، وتقع أيضا في اتحاد البوسنة والهرسك، ولكن في كانتون 10.

## التركيبة السكانية

### التطور التاريخي للسكان
| 1961 | 1971 | 1981 | 1991 | 2013 |
| ---- | ---- | ---- | ---- | ---- |
| 260  | 174  | 124  | 87   | 25   |

### توزيع السكان حسب الجنسية (1991)
في عام 1991 كان عدد سكان القرية 87 نسمة وكانوا جميعا من الصرب.

## وصلات خارجية
- (بالإنجليزية) Maplandia